# Liste de films tournés dans le département des Deux-Sèvres
Un certain nombre d'œuvres cinématographiques et télévisuelles ont été tournés dans le département des Deux-Sèvres.
Voici une liste à compléter de films, téléfilms, feuilletons télévisés, films documentaires... tournés dans le département des Deux-Sèvres, classés par commune et lieu de tournage et date de diffusion.
- Haut – A
- B
- C
- D
- E
- F
- G
- H
- I
- J
- K
- L
- M
- N
- O
- P
- Q
- R
- S
- T
- U
- V
- W
- X
- Y
- Z

## A
- Haut – A
- B
- C
- D
- E
- F
- G
- H
- I
- J
- K
- L
- M
- N
- O
- P
- Q
- R
- S
- T
- U
- V
- W
- X
- Y
- Z

- Arçais
  - 1960 : Les Honneurs de la guerre de Jean Dewever[1]
  - 2012 : Bienvenue parmi nous de Jean Becker[2]

- Aubigné
  - 2010 : Mumu de Joël Seria[3]

## B
- Haut – A
- B
- C
- D
- E
- F
- G
- H
- I
- J
- K
- L
- M
- N
- O
- P
- Q
- R
- S
- T
- U
- V
- W
- X
- Y
- Z

- Borcq-sur-Airvault
  - 1973 : Pleure pas la bouche pleine de Pascal Thomas[4]

- Bressuire
  - 1955 : Les Diaboliques de Henri-Georges Clouzot[5]
  - 1970 : Le Printemps de Marcel Hanoun[6]

- Brioux-sur-Boutonne
  - 1984 : Avé Maria de Jacques Richard[7]

## C
- Haut – A
- B
- C
- D
- E
- F
- G
- H
- I
- J
- K
- L
- M
- N
- O
- P
- Q
- R
- S
- T
- U
- V
- W
- X
- Y
- Z

- Celles-sur-Belle
  - 1984 : Avé Maria de Jacques Richard[7]

- Chauray
  - 1985 : Nationale de Alix Barbey[8]

- Chef-Boutonne
  - 1983 : Rebelote de Jacques Richard[9]

- Coulon
  - 1980 : L'Entourloupe de Gérard Pirès[10]
  - 1995 : L'Iguane de Maryel Ferraud et Filip Forgeau[11]

## D
- Haut – A
- B
- C
- D
- E
- F
- G
- H
- I
- J
- K
- L
- M
- N
- O
- P
- Q
- R
- S
- T
- U
- V
- W
- X
- Y
- Z

## E
- Haut – A
- B
- C
- D
- E
- F
- G
- H
- I
- J
- K
- L
- M
- N
- O
- P
- Q
- R
- S
- T
- U
- V
- W
- X
- Y
- Z

- Échiré
  - 1970 : Le Printemps de Marcel Hanoun[6]

## F
- Haut – A
- B
- C
- D
- E
- F
- G
- H
- I
- J
- K
- L
- M
- N
- O
- P
- Q
- R
- S
- T
- U
- V
- W
- X
- Y
- Z

## G
- Haut – A
- B
- C
- D
- E
- F
- G
- H
- I
- J
- K
- L
- M
- N
- O
- P
- Q
- R
- S
- T
- U
- V
- W
- X
- Y
- Z

## H
- Haut – A
- B
- C
- D
- E
- F
- G
- H
- I
- J
- K
- L
- M
- N
- O
- P
- Q
- R
- S
- T
- U
- V
- W
- X
- Y
- Z

## I
- Haut – A
- B
- C
- D
- E
- F
- G
- H
- I
- J
- K
- L
- M
- N
- O
- P
- Q
- R
- S
- T
- U
- V
- W
- X
- Y
- Z

## J
- Haut – A
- B
- C
- D
- E
- F
- G
- H
- I
- J
- K
- L
- M
- N
- O
- P
- Q
- R
- S
- T
- U
- V
- W
- X
- Y
- Z

## K
- Haut – A
- B
- C
- D
- E
- F
- G
- H
- I
- J
- K
- L
- M
- N
- O
- P
- Q
- R
- S
- T
- U
- V
- W
- X
- Y
- Z

## L
- Haut – A
- B
- C
- D
- E
- F
- G
- H
- I
- J
- K
- L
- M
- N
- O
- P
- Q
- R
- S
- T
- U
- V
- W
- X
- Y
- Z

- La Mothe-Saint-Héray
  - 1960 : Les Honneurs de la guerre de Jean Dewever[1]
  - 1984 : Avé Maria de Jacques Richard[7]

- La Rochénard
  - 1995 : L'Iguane de Maryel Ferraud et Filip Forgeau[11]

- Le Vanneau
  - 1956 : La Foire aux femmes, de Jean Stelli[12]
  - 1980 : L'Entourloupe de Gérard Pirès[10]

- Loizé
  - 1983 : Rebelote de Jacques Richard[9]

## M
- Haut – A
- B
- C
- D
- E
- F
- G
- H
- I
- J
- K
- L
- M
- N
- O
- P
- Q
- R
- S
- T
- U
- V
- W
- X
- Y
- Z

- Marnes
  - 1973 : Pleure pas la bouche pleinefilm de Pascal Thomas[4]

- Mauzé-sur-le-Mignon
  - 1970 : Le Printemps de Marcel Hanoun[6]

## N
- Haut – A
- B
- C
- D
- E
- F
- G
- H
- I
- J
- K
- L
- M
- N
- O
- P
- Q
- R
- S
- T
- U
- V
- W
- X
- Y
- Z

- Nanteuil
  - 1991 : Aux yeux du monde de  Eric Rochant[13]

- Niort
  - 1955 : Les Diaboliques de Henri-Georges Clouzot[5]
  - 1960 : Les Honneurs de la guerre de Jean Dewever[1]
  - 1983 : Rebelote de Jacques Richard[9]
  - 1984 : Avé Maria de Jacques Richard[7]
  - 1985 : Nationale de Alix Barbey[8]
  - 1994 : Le Terminus de Rita de Filip Forgeau[14]
  - 1995 : L'Iguane de Maryel Ferraud et Filip Forgeau[11]

## O
- Haut – A
- B
- C
- D
- E
- F
- G
- H
- I
- J
- K
- L
- M
- N
- O
- P
- Q
- R
- S
- T
- U
- V
- W
- X
- Y
- Z

## P
- Haut – A
- B
- C
- D
- E
- F
- G
- H
- I
- J
- K
- L
- M
- N
- O
- P
- Q
- R
- S
- T
- U
- V
- W
- X
- Y
- Z

- Paizay-le-Tort
  - 1984 : Avé Maria de Jacques Richard[7]

- Parthenay
  - 1989 : Vent de Galerne de Bernard Favre[15]
  - 2004 : Brodeuses d'Éléonore Faucher

- Périgné
  - 1984 : Avé Maria de Jacques Richard[7]

## Q
- Haut – A
- B
- C
- D
- E
- F
- G
- H
- I
- J
- K
- L
- M
- N
- O
- P
- Q
- R
- S
- T
- U
- V
- W
- X
- Y
- Z

## R
- Haut – A
- B
- C
- D
- E
- F
- G
- H
- I
- J
- K
- L
- M
- N
- O
- P
- Q
- R
- S
- T
- U
- V
- W
- X
- Y
- Z

Rebelote 1982

## S
- Haut – A
- B
- C
- D
- E
- F
- G
- H
- I
- J
- K
- L
- M
- N
- O
- P
- Q
- R
- S
- T
- U
- V
- W
- X
- Y
- Z

- Saint-Maixent-l'École
  - 2012 : Ainsi soient-ils série télévisée

- Saint-Rémy
  - 1960 : Les Honneurs de la guerre de Jean Dewever[1]

- Sainte-Néomaye
  - 1960 : Les Honneurs de la guerre de Jean Dewever[1]

## T
- Haut – A
- B
- C
- D
- E
- F
- G
- H
- I
- J
- K
- L
- M
- N
- O
- P
- Q
- R
- S
- T
- U
- V
- W
- X
- Y
- Z

- Thouars
  - 1973 : Pleure pas la bouche pleinefilm de Pascal Thomas[4]

## U
- Haut – A
- B
- C
- D
- E
- F
- G
- H
- I
- J
- K
- L
- M
- N
- O
- P
- Q
- R
- S
- T
- U
- V
- W
- X
- Y
- Z

## V
- Haut – A
- B
- C
- D
- E
- F
- G
- H
- I
- J
- K
- L
- M
- N
- O
- P
- Q
- R
- S
- T
- U
- V
- W
- X
- Y
- Z

## W
- Haut – A
- B
- C
- D
- E
- F
- G
- H
- I
- J
- K
- L
- M
- N
- O
- P
- Q
- R
- S
- T
- U
- V
- W
- X
- Y
- Z

## X
- Haut – A
- B
- C
- D
- E
- F
- G
- H
- I
- J
- K
- L
- M
- N
- O
- P
- Q
- R
- S
- T
- U
- V
- W
- X
- Y
- Z

## Y
- Haut – A
- B
- C
- D
- E
- F
- G
- H
- I
- J
- K
- L
- M
- N
- O
- P
- Q
- R
- S
- T
- U
- V
- W
- X
- Y
- Z

## Z
- Haut – A
- B
- C
- D
- E
- F
- G
- H
- I
- J
- K
- L
- M
- N
- O
- P
- Q
- R
- S
- T
- U
- V
- W
- X
- Y
- Z